# Labicymbium opacum
Labicymbium opacum là một loài nhện trong họ Linyphiidae. Loài này được phát hiện ở Colombia.